# Morelia (Colombia)
Morelia è un comune della Colombia facente parte del dipartimento di Caquetá.
Il centro abitato venne fondato nel 1922, mentre l'istituzione del comune è del 1º gennaio 1986.